# Lo sceriffo è solo
Lo sceriffo è solo (Frontier Gun) è un film del 1958 diretto da Paul Landres.
È un film western statunitense con John Agar, Joyce Meadows e Barton MacLane.

## Produzione
Il film, diretto da Paul Landres su una sceneggiatura di Stephen Kandel, fu prodotto da Richard E. Lyons per la Regal Films.

## Distribuzione
Il film fu distribuito con il titolo Frontier Gun negli Stati Uniti dal 1º dicembre 1958 al cinema dalla Twentieth Century Fox.
Altre distribuzioni:
- in Svezia il 18 maggio 1959 (Våldsmannen)
- in Finlandia il 24 febbraio 1961 (Yksinäinen ase)
- in Italia (Lo sceriffo è solo)